# Guilherme Alvim Marinato
Guilherme Alvim Marinato (Cataguases, 1985. december 12. –) brazil születésű orosz válogatott labdarúgó, aki jelenleg a Lokomotyiv Moszkva játékosa.

## Sikerei, díjai
- Athletico Paranaense
  - Dallas Cup: 2004, 2005
  - Paraná State League: 2005
- Lokomotyiv Moszkva
  - Orosz bajnok: 2017–18
  - Orosz kupa: 2014–15, 2016–17, 2018–19, 2020–21
  - Orosz szuperkupa: 2019